# Hartlevus de Marca
Hartlevus de Marca (* um 1360 in Lüdenscheid; † 1390 in Köln) war erster Rektor der Mittelalterlichen Universitas Studii Coloniensis, der ersten Universität zu Köln.
Über den Kleriker ist wenig bekannt. Er wählte seinen Namenszusatz nach seiner Geburt in der Grafschaft Mark. Da er als Stiftsherr des St.-Patrokli-Stifts in Soest erwähnt wird, muss er als Kölner Kleriker Mitglied des Kölner Domkapitels gewesen sein.
Nach Studien der Artes liberales und des Kanonischen Rechts an der Karlsuniversität Prag bis 1383 und höheren Studien an der Artistenfakultät der Universität Wien, die er mit dem Magister Artium 1385 abschloss, war er dort Regens einer Studentenburse bis 1387, wechselte dann in gleicher Funktion an die ein Jahr zuvor gegründete Ruprecht-Karls-Universität Heidelberg und kam dann mit einer Anzahl von Lehrenden und Lernenden vermutlich wegen der Pest in Heidelberg nach Köln. Wahrscheinlich übernahm er auch hier zuerst die Funktion als Regens eines Studium Generale in einer Burse der Bettelorden.
Für Köln war am 21. Mai 1388 als vierter Universität im Heiligen Römischen Reich von Papst Urban VI. in Perugia die Gründungsurkunde unterzeichnet worden. Hartlevus fungierte als Gründungsrektor. Am 6. Januar 1389 wurden die Vorlesungen aufgenommen mit seiner Disputation mit dem Theologieprofessor Gerhard Kikpot von Kalkar über Jesaja 60,1 („die Herrlichkeit des Herrn ging strahlend auf über dir“). Offensichtlich starb er bereits im folgenden Jahr.

## Werke
- Quaestiones trium librorum De anima , Handschrift, Kommentar zu Aristoteles: De anima
- Quaestiones quattour librorum Topicorum Kommentar zu Aristoteles Topika[4]